# The Nine Lives of Chloe King
The Nine Lives of Chloe King est une série télévisée fantastique américaine en dix épisodes de 42 minutes créée par Celia Thomson et diffusée entre le 14 juin et le 16 août 2011 sur ABC Family. La série s’inspire de la série de livres du même nom de Liz Braswell.
Cette série est inédite dans tous les pays francophones.

## Synopsis
Cette série, largement inspirée des livres éponymes écrits par Elizabeth J. Braswell, met en scène Chloe King, une adolescente ordinaire de 16 ans qui, à son anniversaire, découvre qu'elle possède des pouvoirs. Elle se fait poursuivre par des assassins et après une chute qui lui coûte la vie, découvre qu’elle est une Maî, descendante de la déesse chat Bastet. En plus de cela, elle découvre qu'elle est l'Unité, espérée de tous, pour mettre fin à la guerre entre les humains et les Maî. Elle a neuf vies à vivre et à endurer et elle est surveillée en permanence, pour que l'Ordre (Assassins des Maî) ne la trouve pas.

## Distribution

### Acteurs principaux
- Skyler Samuels : Chloe King
- Benjamin Stone : Alek Petrov
- Amy Pietz : Meredith King
- Grace Phipps : Amy Tiffany Martins
- Ki Hong Lee : Paul
- Alyssa Diaz : Jasmine
- Grey Damon : Brian Rezza

### Acteurs récurrents
- Alicia Coppola : Valentina
- David S. Lee : Whitley Rezza
- Jolene Andersen : Simone
- Cristián de la Fuente : Frank Cabrera
- Aeriél Miranda : Lana Jacobs
- Kiko Ellsworth : Le voyou
- Daniel Sharman : Zane Petrov

### Invités
- Colton Haynes : Kai (épisode 7)

## Épisodes
1. Titre français inconnu (Pilot)
2. Titre français inconnu (Redemption)
3. Titre français inconnu (Green Star)
4. Titre français inconnu (Dance All Apologies)
5. Titre français inconnu (Girls Night Out)
6. Titre français inconnu (Nothing Compares 2 U)
7. Titre français inconnu (Dogs of War)
8. Titre français inconnu (Heartbreaker)
9. Titre français inconnu (Responsible)
10. Titre français inconnu (Beautiful Day)

## Commentaires
Cette série fait partie des pilotes de la saison 2011 à être sélectionnés par la chaîne ABC Family, à l'instar de Georgia dans tous ses états, Switched (Switched at Birth) et The Lying Game.
En septembre 2011 pour cause d’audiences faibles, ABC Family annule la série.
Le 9 janvier 2012, Michael Riley, le président d'ABC Family a annoncé que la série allait être adaptée en téléfilm; en cours de développement. Le script du film est finalement mis en ligne sur le site d'Alloy Entertainment, à la date symbolique du 13 septembre 2013 à 9 h 13, heure du Pacifique.

## Audiences
Le pilote a attiré 2,17 millions de téléspectateurs alors que la finale a été regardée par 1,08 million de téléspectateurs, pour une moyenne de 1,34 million de téléspectateurs pour la saison.